# Арістенет
Арістенет (грец. Ἀρισταίνητος) - давньогрецький епістолограф, розквіт творчості якого припадає на 5-6 століття. Під його ім'ям збереглися дві книги любовних історій у формі листів, сюжети яких запозичені з еротичних елегій таких александрійських письменників, як Каллімах, а мова являє собою клаптикову тканину з фраз Платона, Лукіана, Алкіфрона та ін..